# Eskilstuna Fyraåringstest
Eskilstuna Fyraåringstest är en årlig travtävling för fyraåriga varmblodiga hästar som körs i mitten av juli på Sundbyholms travbana utanför Eskilstuna. Det är ett Grupp 2-lopp, det vill säga ett lopp av näst högsta internationella klass.
Loppet har körts varje år sedan premiären 1976, och har idag en prissumma på 300 000 kronor. Bland tidigare vinnare av loppet märks namn som Victory Tilly, Scarlet Knight och Readly Express.
Loppet körs över distansen 2640 meter.

## Vinnare
| År   | Häst             | Kusk                  | Tränare               | Odds  | Tid    |
| ---- | ---------------- | --------------------- | --------------------- | ----- | ------ |
| 2024 | Fame and Glory   | Björn Goop            | Timo Nurmos           | 2,76  | 1.11,7 |
| 2023 | Danger Bi        | Alessandro Gocciadoro | Alessandro Gocciadoro | 5,32  | 1.13,4 |
| 2022 | Kentucky River   | Per Nordström         | Per Nordström         | 3,61  | 1.12,0 |
| 2021 | Sahara Jaeburn   | Jorma Kontio          | Timo Nurmos           | 3,01  | 1.13,8 |
| 2020 | Ecurie D.        | Björn Goop            | Frode Hamre           | 1,41  | 1.12,7 |
| 2019 | Pinto Bob        | Torbjörn Jansson      | Robert Bergh          | 17,03 | 1.13,4 |
| 2018 | Very Kronos      | Erik Adielsson        | Svante Båth           | 4,77  | 1.13,2 |
| 2017 | Diamanten        | Robert Bergh          | Robert Bergh          | 2,84  | 1.13,6 |
| 2016 | Readly Express   | Jorma Kontio          | Timo Nurmos           | 1,42  | 1.12,1 |
| 2015 | Cash Gamble      | Per Lennartsson       | Per Lennartsson       | 1,63  | 1.13,6 |
| 2014 | Archangel Am     | Lutfi Kolgjini        | Lutfi Kolgjini        | 7,62  | 1.12,9 |
| 2013 | Indigious        | Erik Adielsson        | Stig H. Johansson     | 5,20  | 1.12,8 |
| 2012 | Opitergium       | Lutfi Kolgjini        | Lutfi Kolgjini        | 1,62  | 1.14,4 |
| 2011 | Amour d'Occagnes | Christophe Martens    | Vincent Martens       | 7,34  | 1.14,3 |
| 2010 | Juggle Face      | Daniel Olsson         | Lutfi Kolgjini        | 6,15  | 1.14,1 |
| 2009 | Spring Erom      | Björn Goop            | Håkan Olofsson        | 9,96  | 1.13,6 |
| 2008 | Quarcio du Chene | Björn Goop            | Olle Goop             | 2,41  | 1.13,9 |
| 2007 | Bowling Inferno  | Stefan Söderkvist     | Christina Medin       | 20,48 | 1.14,1 |
| 2006 | Garantido        | Johnny B Karlsson     | Mats Remneby          | 12,45 | 1.14,0 |
| 2005 | Intoxicated      | Örjan Kihlström       | Stefan Hultman        | 7,28  | 1.15,5 |
| 2004 | Opal Viking      | Jorma Kontio          | Nils Enqvist          | 5,25  | 1.14,1 |
| 2003 | Naglo            | Örjan Kihlström       | Stefan Hultman        | 1,51  | 1.15,7 |
| 2002 | Scarlet Knight   | Stefan Melander       | Stefan Melander       | 1,15  | 1.13,8 |
| 2001 | Seth Bowl        | Torbjörn Jansson      | Sven E S Andersson    | 1,40  | 1.15,2 |
| 2000 | Egon Lavec       | Roger Malmqvist       | Lutfi Kolgjini        | 38,17 | 1.14,6 |